# アンダーキッズ
「アンダーキッズ」は、ツユの楽曲。12作目のデジタル配信限定シングルとしてポニーキャニオンより2022年7月27日に各音楽配信サービスにてリリースされた。

## 概要
前作『いつかオトナになれるといいね。』のリリースから約2ヶ月ぶりのリリースとなり、メジャーレーベルへの所属発表後初となる楽曲。
本作は、2022年6月に行われたワンマンライブ「ツユ 3rdアニバーサリーワンマンLive『雨模様』」のアンコールにおいて謎の新曲として初披露されていた楽曲である。
歌舞伎町のトー横界隈などの、行き場のない若者が集うコミュニティやエリアを舞台に居場所を求める私達の感情が表されているという。

## 収録内容
| #         | タイトル           | 作詞・作曲・編曲 | 時間 |
| --------- | ------------------ | ---------------- | ---- |
| 1.        | 「アンダーキッズ」 | ぷす             | 3:26 |
| 合計時間: | 合計時間:          | 合計時間:        | 3:26 |